# توتال لینهاس آئرئاس
توتال لینهاس آئرئاس (به انگلیسی: Total Linhas Aéreas) یک شرکت هواپیمایی است که در ۱۹۸۸ میلادی تأسیس شده‌است. دفتر مرکزی توتال لینهاس آئرئاس در کوریتیبا، برزیل واقع شده‌است و به ۱۱ مقصد، پرواز انجام می‌دهد.